# Adam Opalski (prawnik)
Adam Władysław Opalski – polski prawnik, radca prawny, profesor nauk prawnych, 
profesor nadzwyczajny Uniwersytetu Warszawskiego, specjalista w zakresie prawa międzynarodowego prywatnego i prawa handlowego.

## Życiorys
W 2002 na Wydziale Prawa i Administracji Uniwersytetu Warszawskiego na podstawie rozprawy pt. Instytucja kapitału zakładowego na tle prawnoporównawczym uzyskał stopień naukowy doktora nauk prawnych. Tam też w 2007 na podstawie dorobku naukowego oraz rozprawy pt. Rada nadzorcza w spółce akcyjnej otrzymał stopień doktora habilitowanego nauk prawnych w zakresie prawa, specjalność: prawo cywilne. W 2013 prezydent RP nadał mu tytuł naukowy profesora nauk prawnych. Został profesorem nadzwyczajnym Uniwersytetu Warszawskiego w Instytucie Prawa Międzynarodowego.
W 2002 został radcą prawnym.

## Wybrane publikacje
- Prawo zgrupowań spółek, C.H. Beck, Warszawa 2012, ss. 710
- Europejskie prawo spółek. Zasady prawa europejskiego i ich wpływ na polskie prawo spółek, LexisNexis, Warszawa 2010, ss. 667
- Rada nadzorcza w spółce akcyjnej, C.H. Beck, Warszawa 2006, ss. 552
- Kapitał zakładowy. Zysk. Umorzenie, Wydawnictwo Prawnicze LexisNexis, Warszawa 2002, ss. 372[1].